# Eukid Castañón Herrera
Eukid Castañón Herrera (Puebla de Zaragoza, Puebla, 24 de septiembre de 1971) es un político mexicano, miembro del Partido Acción Nacional. Se ha desempeñado como diputado federal y a ocupado varios cargos en el gobierno de Puebla, en donde fue conocida su cercanía con el fallecido gobernador Rafael Moreno Valle Rosas.

## Biografía
Eukid Castañón es licenciado en Administración de Empresas egresado de la Universidad de las Américas Puebla, una maestría en Dirección Financiera y Contraloría en la misma institución y un diplomado en Desarrollo Organizacional y Gestión del Cambio por el Instituto Tecnológico Autónomo de México.
Su primera cargo público, entre 1997 y 1999 fue el de subcoordinador de Estudios para los Sectores Educativo-Laboral en el Colegio Nacional de Educación Profesional (CONALEP). En 2000 ingresa a la administración poblana que encabeza el gobernador Melquíades Morales Flores, que lo nombra subsecretario de Asuntos Políticos y luego coordinador general de Asesores del secretario de Gobernación del estado, y en 2001 secretario de Desarrollo, Evaluación y Control de su gobierno, permaneciendo en dicho cargo hasta el fin del gobierno de Morales en 2005; este último año y siendo titular dedicha secretaría encabezó la coordinación de Cierre de Gobierno.
En 2005 se desempeñó como coordinador administrativo de la Región Sur de Financiera Rural de la Secretaría de Hacienda y Crédito Público y de 2005 a 2006 fue director del Programa de Desarrollo Institucional Municipal de Puebla.
En 2012 es candidato a diputado federal, no logrando obtener el triunfo, y entre 2013 y 2014 fue secretario de la Contraloría de Puebla en el gabinete del gobernador Rafael Moreno Valle Rosas. Renunció a dicho cargado para ser candidato del PAN —partido al que se afilia el mismo año— a diputado al Congreso del Estado de Puebla, siendo electo a la LIX Legislatura que concluría en 2018 y en donde recibió los nombramientos de presidente de la comisión de Gobernación y Puntos Constitucionales; secretario de la comisión de Presupuesto y Crédito Público; e integrante de las comisiones de Desarrollo Social; Inspectora de la Auditoría Superior del Estado; de Asuntos Municipales; Instructora; y, de Procuración y Administración de Justicia.
Se separó de dicho cargo el 29 de agosto de 2015 para asumir como diputado federal por la vía plurnominal a la LXIII Legislatura. En dicha posición legislativa fue secretario de la comisión de Vigilancia de la Auditoría Superior de la Federación; e integrante de la comisión de Gobernación; y de Infraestructura. Permaneció en el cargo hasta el término de la legislatura, en 2018.
Tras el fallecimiento de la gobernadora de Puebla, Martha Érika Alonso y su esposo Rafael Moreno Valle Rosas el 24 de diciembre de 2018, anunció que ya que Moreno Valle había sido su líder moral, entonces tomaba la decisión de retirarse de toda actividad política activa.

## Arresto por extorsión
El 18 de marzo de 2020 fue detenido por la Agencia Estatal de Investigación de la Fiscalía General del Estado de Puebla, por el presunto delito de extorsión. En octubre de 2022 fue sentenciado a 7 años de prisión.